# Skirträsket
Skirträsket är en sjö i Storumans kommun i Lappland och ingår i Umeälvens huvudavrinningsområde. Sjön har en area på 3,14 kvadratkilometer och ligger 289 meter över havet. Sjön avvattnas av vattendraget Skirträskbäcken. Vid provfiske har bland annat abborre, elritsa, gädda och harr fångats i sjön.

## Delavrinningsområde
Skirträsket ingår i det delavrinningsområde (721698-158081) som SMHI kallar för Utloppet av Skirträsket. Medelhöjden är 315 meter över havet och ytan är 9,99 kvadratkilometer. Det finns ett avrinningsområde uppströms, och räknas det in blir den ackumulerade arean 12,76 kvadratkilometer. Skirträskbäcken som avvattnar avrinningsområdet har biflödesordning 4, vilket innebär att vattnet flödar genom totalt 4 vattendrag innan det når havet efter 228 kilometer. Avrinningsområdet består mestadels av skog (62 procent). Avrinningsområdet har 3,13 kvadratkilometer vattenytor vilket ger det en sjöprocent på 31,3 procent.

## Fisk
Vid provfiske har följande fisk fångats i sjön:
- Abborre
- Elritsa
- Gädda
- Harr
- Röding
- Sik
- Öring